# Sex Education
Sex Education és una sèrie britànica de televisió web de comèdia dramàtica i sexual per a adolescents creada per Laurie Nunn per a Netflix. Segueix les vides dels adolescents i els adults de la ciutat fictícia de Moordale mentre s'enfronten a diversos dilemes personals, sovint relacionats amb la intimitat sexual. La sèrie és protagonitzada per Gillian Anderson, Asa Butterfield, Emma Mackey, Ncuti Gatwa, Connor Swindells, Kedar Williams, Alistair Petrie, Mimi Keene i Aimee Lou Wood.
La primera temporada es va estrenar l'11 de gener del 2019, la segona el 17 de gener del 2020 i la tercera el 17 de setembre del 2021. El 25 de setembre del 2021 es va anunciar una quarta i última entrega, que es va estrenar el 21 de setembre de 2023.
Sex Education ha rebut elogis de la crítica pel repartiment, guió, direcció, valors de producció i tractament madur dels seus temes. El programa ha estat un èxit d'audiència, amb més de 40 milions d'espectadors veient la primera temporada després d'estrenar-se. Wood va guanyar el Premi BAFTA a la Millor Interpretació Femenina de Comèdia pel seu paper a la segona entrega, i la tercera va guanyar el premi a la Millor Sèrie de Comèdia en la 50a edició dels Premis Emmy Internacionals.

## Premissa
La primera temporada explica la història de l'Otis Milburn, un adolescent socialment incòmode, fill d'una terapeuta sexual molt franca sobre tots els aspectes de la sexualitat. Després d'ajudar l'assetjador de l'institut amb la seva ansietat pel rendiment sexual, l'Otis estableix un negoci d'assessorament sexual amb la Maeve, una companya de classe independent i problemàtica, per a educar els seus companys sobre com tractar els seus propis problemes sexuals.
La segona temporada se centra de nou en l'Otis, qui, després de consolidar una relació amb l'Ola, haurà de superar els problemes que això suposa a l'institut. Aquesta història també es veurà afectada per la Maeve, qui ara es penedeix de no haver sortit amb l'Otis. A més a més, els personatges hauran d'afrontar un brot de clamídia que posarà tot l'institut en alerta.
La trama de la tercera temporada aprofundeix en el romanç entre l'Eric i l'Adam, la relació de la Maeve i l'Otis –que continua sent incerta– i el drama familiar que suposa la relació entre la mare de l'Otis i Jakob (el pare de l'Ola).

## Personatges

### Principals
- Asa Butterfield com Otis Milburn, un adolescent maldestre que lluita amb l'ocupació de la seva mare i la seva interferència en la seva vida personal i sexual.
- Gillian Anderson com la Dra. Jean F. Milburn, una coneguda terapeuta sexual i mare d'Otis. Ella està divorciada i regularment té relacions d'una nit, però no es compromet.
- Ncuti Gatwa com Eric Effiong, el millor amic d'Otis. És gai i prové d'una família religiosa africana.
- Emma Mackey com Maeve Wiley, una marginada social i una noia dolenta que eventualment es fa amiga d'Otis i comença la clínica de teràpia amb ell.
- Connor Swindells com Adam Groff, el fill del director que assetja a l'Eric. Té una relació tibant i complicada amb el seu pare.
- Kedar Williams-Stirling com Jackson Marchetti, estudiant de l'Escola Secundària Moordale i campió de natació. Recluta l'ajuda d'Otis perquè Maeve es converteixi en la seva xicota.
- Alistair Petrie com el Sr. Groff, director de l'Escola Secundària Moordale i l'estricte pare d'Adam.
- Mimi Keene com Ruby, una de les noies populars i dolentes de l'Escola Secundària Moordale. Ruby es troba en problemes quan es filtra una imatge nua d'ella.
- Aimee Lou Wood com Aimee Gibbs, una altra de les noies populars de l'Escola Secundària Moordale que també té una amistat delicada amb Maeve. Ella sempre està en una relació i és més agradable en comparació de la resta de "Els intocables".
- Chaneil Kular com Anwar, el líder del popular grup de l'Escola Secundària Moordale conegut com "Els intocables" i l'únic un altre estudiant obertament gai a l'escola, a més d'Eric.
- Simone Ashley com Olivia, una altra membre d'"Els intocables".
- Tanya Reynolds com Lily Iglehart, una noia que escriu novel·les eròtiques extraterrestres, i està decidida a perdre la seva virginitat al més aviat possible.
- Mikael Persbrandt com Jakob Nyman, un lampista suec vidu i pare de l'Ola que desenvolupa una relació amb el Jean després de treballar per ella.
- Patricia Allison com a Ola Nyman, la filla de Jakob que es fa amiga de l'Otis, per qui més tard sentirà sentiments cap a ella.
- James Purefoy com Remi Milburn, el pare d'Otis i l'ex marit del Jean que viu a Amèrica.

### Secundaris
- Jim Howick com Sr. Hendricks, professor de ciències a l'Escola Secundària Moordale que també dirigeix una banda en la secundària.
- DeObia Oparei com el Sr. Effiong, el pare d'Eric que expressa la seva preocupació per l'extravagància del seu fill i les eleccions de vestimenta i el temor que acabin ferint-lo.
- Rakhee Thakrar com Srta. Sands, professora d'anglès a l'Escola Secundària Moordale. Ella recolza a Maeve i reconeix el seu talent i intel·ligència.
- Lisa Palfrey com Cynthia, la propietària del parc de caravanes on viu Maeve. Ella està tenint problemes matrimonials amb el seu espòs, Jeffrey.
- Samantha Spiro com Maureen Groff, l'esposa del director i la mare d'Adam. Ella és una esposa i mare afectuosa i mestressa al seu gos.
- Hannah Waddingham com Sofia Marchetti, una de les mares de Jackson. Ella empeny a Jackson a mantenir un estricte règim d'entrenament.
- Jojo Macari com Kyle, un dels xicots d'Aimee.
- Joe Wilkinson com Jeffrey, el marit de Cynthia.
- Chris Jenks com Steve, un nou estudiant a l'Escola Secundària Moordale, que es converteix en el xicot d'Aimee.
- Sharon Duncan-Brewster com Roz Marchetti, una de les mares de Jackson. Ella és més relaxada.
- Edward Bluemel com Sean Wiley, el germà major absent i problemàtic de Maeve que la crià en lloc dels seus pares.
- Dan Mersh com Harry, una de les aventures d'una nit de Jean.
- Lily Newmark com Ruthie, una lesbiana que té problemes de parella.
- Alice Hewkin com Tanya, la núvia dominant de Ruthie.
- Max Boast com Tom Baker, un estudiant geek a Moordale que recentment s'ha tornat sexualment actiu.
- Daniel Ings com Dan, una de les aventures d'una nit de Jean.
- Doreene Blackstock com la Sra. Effiong, la mare d'Eric que l'encoratja a assistir a l'església com la resta de la família.
- Kadeem Ramsay com OctoBoy, un estudiant que s'enganxa amb Lily després del ball escolar.

### Convidats
- Toby Williams com Tim («Episodi 2»), un dels pacients de Jean.
- Dl. Corfield com Sarah («Episodi 3»), una mare de tres fills que es fa amiga de Maeve en una clínica.
- Ezra Furman com el cantant de la banda («Episodi 7»), que actua en el ball de l'escola.

## Episodis
| Temporada | Temporada | Episodis | Episodis | Dates d’estrena        | Dates d’estrena        |
| --------- | --------- | -------- | -------- | ---------------------- | ---------------------- |
|           | 1         | 8        | 8        | 11 de gener de 2019    | 11 de gener de 2019    |
|           | 2         | 8        | 8        | 17 de gener de 2020    | 17 de gener de 2020    |
|           | 3         | 8        | 8        | 17 de setembre de 2021 | 17 de setembre de 2021 |
|           | 4         | 8        | 8        | 21 de setembre de 2023 | 21 de setembre de 2023 |

### Temporada 2 (2020)
| Núm. total | Episodi   | Direcció        | Guió                        | Data d'estrena original |
| ---------- | --------- | --------------- | --------------------------- | ----------------------- |
| 9          | Episodi 1 | Ben Taylor      | Laurie Nunn                 | 17 de gener de 2020     |
| 10         | Episodi 2 | Sophie Goodhart | Laurie Nunn i Mawaan Rizwan | 17 de gener de 2020     |
| 11         | Episodi 3 | Sophie Goodhart | Sophie Goodhart             | 17 de gener de 2020     |
| 12         | Episodi 4 | Alice Seabright | Laurie Nunn i Rosie Jones   | 17 de gener de 2020     |
| 13         | Episodi 5 | Alice Seabright | Laurie Nunn i Richard Gadd  | 17 de gener de 2020     |
| 14         | Episodi 6 | Ben Taylor      | Sophie Goodhart             | 17 de gener de 2020     |
| 15         | Episodi 7 | Ben Taylor      | Laurie Nunn                 | 17 de gener de 2020     |
| 16         | Episodi 8 | Ben Taylor      | Laurie Nunn                 | 17 de gener de 2020     |

### Temporada 3 (2021)
| Núm. total | Episodi   | Direcció          | Guió                          | Data d'estrena original |
| ---------- | --------- | ----------------- | ----------------------------- | ----------------------- |
| 17         | Episodi 1 | Ben Taylor        | Laurie Nunn                   | 17 de setembre de 2021  |
| 18         | Episodi 2 | Ben Taylor        | Sophie Goodhart               | 17 de setembre de 2021  |
| 19         | Episodi 3 | Ben Taylor        | Laurie Nunn i Alice Seabright | 17 de setembre de 2021  |
| 20         | Episodi 4 | Runyararo Mapfumo | Selina Lim                    | 17 de setembre de 2021  |
| 21         | Episodi 5 | Ben Taylor        | Mawaan Rizwan                 | 17 de setembre de 2021  |
| 22         | Episodi 6 | Runyararo Mapfumo | Temi Wilkey                   | 17 de setembre de 2021  |
| 23         | Episodi 7 | Runyararo Mapfumo | Sophie Goodhart               | 17 de setembre de 2021  |
| 24         | Episodi 8 | Runyararo Mapfumo | Laurie Nunn                   | 17 de setembre de 2021  |

### Temporada 4 (2023)
| Núm. total | Episodi   | Direcció          | Guió              | Data d'estrena original |
| ---------- | --------- | ----------------- | ----------------- | ----------------------- |
| 25         | Episodi 1 | Dominic Leclerc   | Laurie Nunn       | 21 de setembre de 2023  |
| 26         | Episodi 2 | Dominic Leclerc   | Troy Hunter       | 21 de setembre de 2023  |
| 27         | Episodi 3 | Dominic Leclerc   | Krishna Istha     | 21 de setembre de 2023  |
| 28         | Episodi 4 | Michelle Savill   | Selina Lim        | 21 de setembre de 2023  |
| 29         | Episodi 5 | Michelle Savill   | Ethan Harvey      | 21 de setembre de 2023  |
| 30         | Episodi 6 | Alyssa McClelland | Annalisa D'Inella | 21 de setembre de 2023  |
| 31         | Episodi 7 | Alyssa McClelland | Bella Heesom      | 21 de setembre de 2023  |
| 32         | Episodi 8 | Alyssa McClelland | Thara Popoola     | 21 de setembre de 2023  |

## Producció

### Desenvolupament
El 28 de novembre de 2017, es va anunciar que Netflix havia donat a la producció una comanda de sèrie. La sèrie va ser creada per Laurie Nunn i els productors executius inclouen a Jamie Campbell i Joel Wilson. Es esperar Ben Taylor dirigeixi la sèrie. Les productores involucrades amb la sèrie inclouen Eleven Film. El 4 de desembre de 2018, es va anunciar que la sèrie s'estrenaria l'11 de gener de 2019. L'1 de febrer de 2019, es va anunciar que Netflix havia renovat la sèrie per a una segona temporada.

### Càsting
El 17 de maig de 2018, es va anunciar que Gillian Anderson, Asa Butterfield, Ncuti Gatwa, Connor Swindells i Kedar Williams-Stirling s'havien unit al ventall principal de la sèrie. El 16 de juliol de 2018, es va informar que James Purefoy havia estat triat per exercir un paper recurrent. Dan Levy, Thaddea Graham, Lisa McGrillis i Eshaan Akbar es van unir al repartiment a la temporada 4, mentre que Simone Ashley, Tanya Reynolds i Patricia Allison no van tornar.

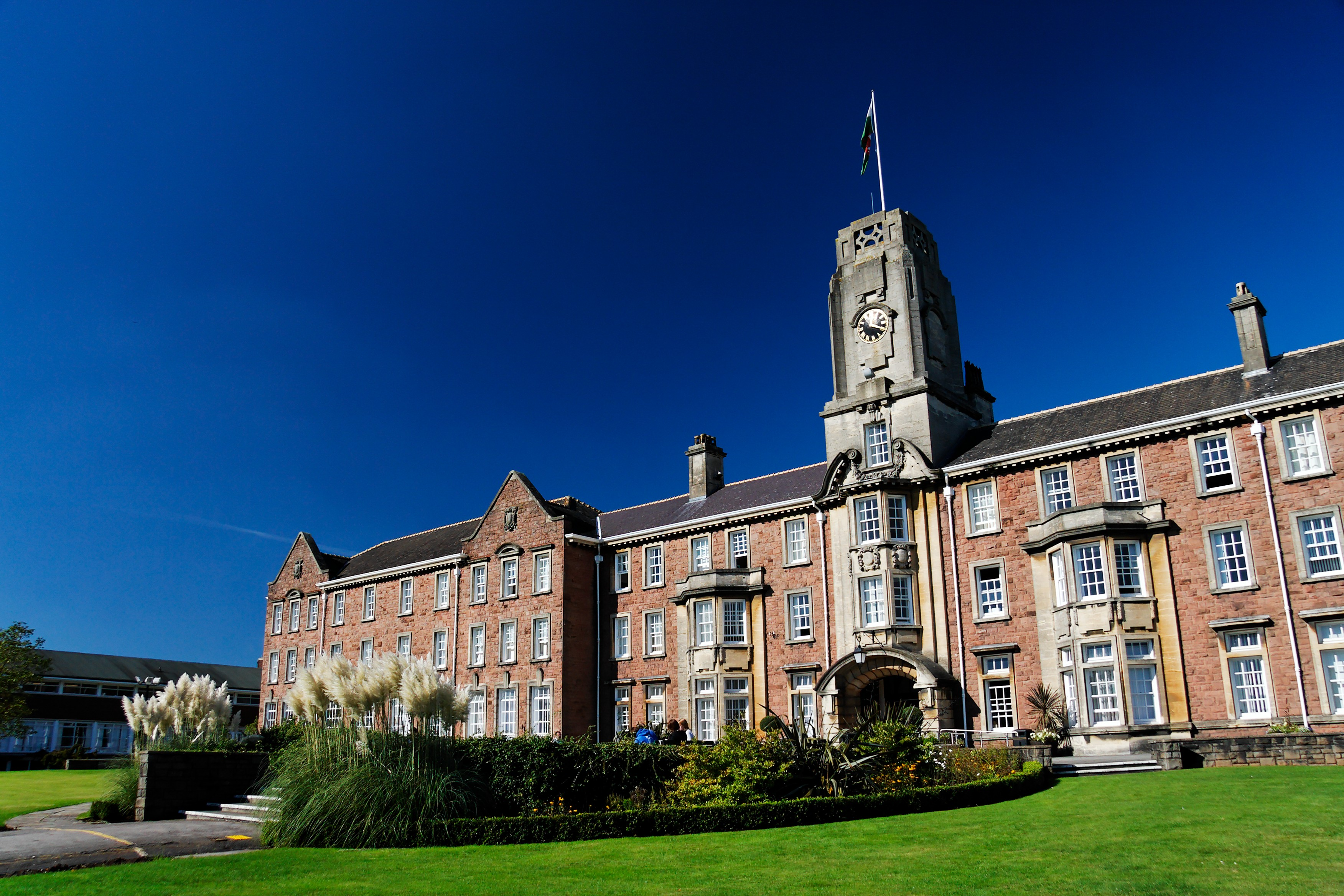
L'antic campus de la Universitat del Sud de Gal·les a Caerleon, Newport

### Rodatge
El rodatge de la primera temporada va tenir lloc en diverses localitzacions de la vall de Wye, tant a Gal·les com a Anglaterra, entre elles Llandogo, Tintern, Symonds Yat, Monmouth i Redbrook. El rodatge també va avançar a Penarth, Vale of Glamorgan durant el 2018. Les escenes ambientades a Moordale Secondary School es van rodar a l'antic campus de la Universitat de Gal·les del Sud a Caerleon, Newport. Les escenes ambientades a la piscina es van rodar al complex Newport International Sports Village. El rodatge de la segona temporada va tenir lloc del maig al setembre de 2019 i va incloure escenes al Bosc de Dean. Al febrer de 2021, durant el rodatge de la tercera entrega, la producció va visitar diversos llocs de Kent. El rodatge va tenir lloc al cementiri militar de Shorncliffe, a Sandgate, ia The Hawthorne Trench, que en l'episodi 5 es van utilitzar com a localitzacions de la Primera Guerra Mundial a França. La producció també va visitar el Harbour Arm al port de Folkestone per rodar una escena de l'episodi 7.

### Entorn i estètica
L'escenari de Sex Education sembla ser la Gran Bretanya actual, al poble fictici de Moordale, amb diversos elements que serveixen per situar la sèrie en una època i un lloc incerts. Hi ha tecnologia moderna, com els telèfons intel·ligents, però a la sèrie apareixen molt pocs cotxes posteriors a la dècada de 1990. Els cotxes de policia vistos durant el final de la segona temporada semblen seguir l'estètica dels anys 90 en lloc dels cotxes de policia actuals. La sèrie presenta tecnologies antigues com televisors CRT i electrodomèstics antiquats. La decoració de la casa dels Groff recorda la decoració popular dels anys 70; la caravana de Maeve és típica dels anys 90-2000; i la casa dels Milburn té una decoració més moderna amb un frigorífic “a l'americana”. L'institut de Moordale mostra alguns elements dels instituts britànics, però també té una imatge més d'institut americà. Segons la showrunner Laurie Nunn, l'estètica de la sèrie és deliberada i un homenatge a les pel·lícules vuitanta de John Hughes.

## Llançament
El 2 de gener de 2019, es va llançar el tràiler oficial de la sèrie.

### Audiència
El 17 de gener de 2019, Netflix va anunciar que la sèrie estava en camí d'haver estat vista en streaming per més de 40 milions d'espectadors el primer mes d'estrena.
Segons el Top 10 de visionats globals de Netflix, Sex Education va ser vista durant més de 447.750.000 hores entre el 12 de setembre i el 24 d'octubre del 2021.

## Recepció
La sèrie va rebre una resposta positiva per part els crítics en la seva estrena. En el lloc web d'agregació de ressenyes Rotten Tomatoes, la sèrie té una qualificació d'aprovació del 88% amb una qualificació faig una mitjana de 8.22 sobre 10 sobre la base de 32 revisions. El consens crític del lloc web diu: "Sex Education és un joc sorollós a través d'un grup d'adolescents que les seves aventures sexuals són tan acuradament interpretades, els adults podrien aprendre una o dues coses d'ells". Metacritic, que utilitza una mitjana ponderada, va assignar a la sèrie una puntuació de 81 sobre 100 segons 16 crítics, la qual cosa indica "aclamació universal".